# 刘晓庄
刘晓庄（1955年10月—），江西吉水人，汉族，中华人民共和国政治人物。

## 生平
加入中国民主同盟，担任十一届全国政协常务委员、民盟中央常委、江西省委主委。2008年，当选第十一届全国政协常务委员，代表中国民主同盟，分入第六组。2018年1月，当选第十三届全国政协委员。2023年1月14日，卸任江西省政协副主席职务